# Lustrochernes subovatus
Lustrochernes subovatus es un arácnido del género Lustrochernes. Según Catalogue of Life, Lustrochernes subovatus no tiene subespecies.